# Centro Deportivo General Domingo Arenas
El Centro Deportivo General Domingo Arenas (conocido popularmente como: «El Chatlal»), es un centro deportivo ubicado en Zacatelco, en el estado mexicano de Tlaxcala. Se trata de complejo polideportivo y recreativo en el que se llevan a cabo torneos deportivos locales y estatales de fútbol, baloncesto y atletismo, entre otras actividades.

## Instalaciones
El complejo deportivo consta de una pista de atletismo, una zona de gimnasia al aire libre, una cancha de fútbol, una cancha de baloncesto y un lago artificial. También es usado para realizar deportes como voleibol y box.